# ارله (آستراخان)
ارله (به لاتین: Erle) یک منطقهٔ مسکونی در روسیه است که در استان آستراخان واقع شده‌است.